# Edgardo Codesal Méndez
Edgardo Enrique Codesal Méndez (* 2. Juni 1951) ist ein ehemaliger mexikanischer Fußballschiedsrichter.
Der gebürtige Uruguayer nahm als Schiedsrichter an der WM 1990 in Italien teil. Er leitete dabei am 14. Juni 1990 das Gruppenspiel zwischen Italien und den Vereinigten Staaten, das Viertelfinalspiel am 1. Juli 1990 zwischen England und Kamerun. Der Höhepunkt seiner Laufbahn war am 8. Juli 1990 die Spielleitung des Finales der WM 1990 zwischen Deutschland und Argentinien im Olympiastadion Rom in Rom.
Als er in der 64. Minute dem Argentinier Pedro Monzón nach einem Foul an Jürgen Klinsmann die Rote Karte zeigte, war dies der erste Feldverweis in der Geschichte der WM-Endspiele. In der 86. Minute verwies er zudem Gustavo Dezotti nach einer Tätlichkeit gegen Jürgen Kohler des Feldes. Ferner war seine Elfmeterentscheidung, die in der 85. Minute zum deutschen Siegtreffer führte, ebenso umstritten wie zwei vorher jeweils einen gegen Deutschland und Argentinien nicht gegebene Elfmeter.
Insgesamt leitete er bei dieser WM drei Spiele. Zudem wurde er in den drei Gruppenspielen zwischen den Niederlanden und Ägypten am 12. Juni 1990, am 16. Juni 1990 zwischen England und den Niederlanden und am 21. Juni 1990 zwischen England und Ägypten als Assistent eingesetzt. Kurz nach dieser Weltmeisterschaft trat er als aktiver Schiedsrichter zurück.
Codesal war zudem der CONCACAF Direktor für das Schiedsrichterwesen. Er übersah auch die Schiedsrichter bei der Frauenweltmeisterschaft 1999 in den USA und war Mitglied der Schiedsrichter-Komitees bei der U-20 WM in Nigeria, beim Konföderationen-Pokal in Mexiko und der U-17-WM in Neuseeland.